# Sandra Vitaljić
Sandra Vitaljić (Pula, 1972.) hrvatska je umjetnica koja živi u Stockholmu. 

## Životopis
Sandra Vitaljić diplomirala je s magisterijem iz fotografije na Akademiji izvedbenih umjetnosti, filma i televizije (FAMU) u Pragu, gdje je također završila doktorat (PhD) iz povijesti i teorije fotografije. Studirala je na Kraljevskom institutu za umjetnost u Stockholmu/Kungl, kao i post-master tečajeve pod nazivom Kritičke slike (2018. – 2019.) i Fotografsku umjetničku knjigu (2021.). U svom radu fokusira se na društvena pitanja te se bavi temama poput obiteljskog nasilja, imigracije, kolektivne memorije i konstrukcije nacionalnog identiteta. U teorijskom i kustoskom radu bavi se ratnom fotografijom i etikom fotografske reprezentacije. Sandra Vitaljić objavila je tri knjige: Neplodna tla, Rat slikama: Suvremena ratna fotografija i Blisko i osobno: Rat u Hrvatskoj. Od 2004. do 2019. radila je kao profesorica fotografije na Akademiji dramske umjetnosti u Zagrebu.

## Vanjske poveznice
- Mrežna stranica o Sandri Vitaljić
- Službena mrežna stranica Sandre Vitaljić